# 京都国際フランス学園

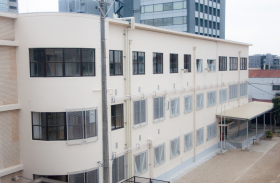
校舎

京都国際フランス学園 (仏: Lycée français international de Kyoto; LFIK) は、京都府京都市下京区にあるフランス語によるインターナショナル・スクール。
関西地区のフランス語圏家庭の子供のための補習校として神戸教育センターを開設し、将来的に全日制の教育機関を設立する必要性を感じた関西在住のフランス人家庭と日仏家庭が、1992年に非営利団体APEKを設立したことに始まる。1997年に関西フランス学院（École française du Kansai; EFK）の名称で上京区の元京都市立聚楽小学校に設立された。その後の生徒の増加により、2017年に現在地の元京都市立有隣小学校に移転する前は暫定的に元待賢小学校にあった。
フランス政府認可の幼稚園から高校にあたる過程があり、2017年時点で143人が在籍する。2021年時点で170人が在籍する。

2024-2025年度のLFIKを数字で見る：
- 30以上の国籍が集まる多文化な環境
- 幼稚園から高校まで267名の生徒が在籍
- 合計60名の職員のうち35名が教師
- 2024年度バカロレア合格率100%（2017年以降毎年達成）

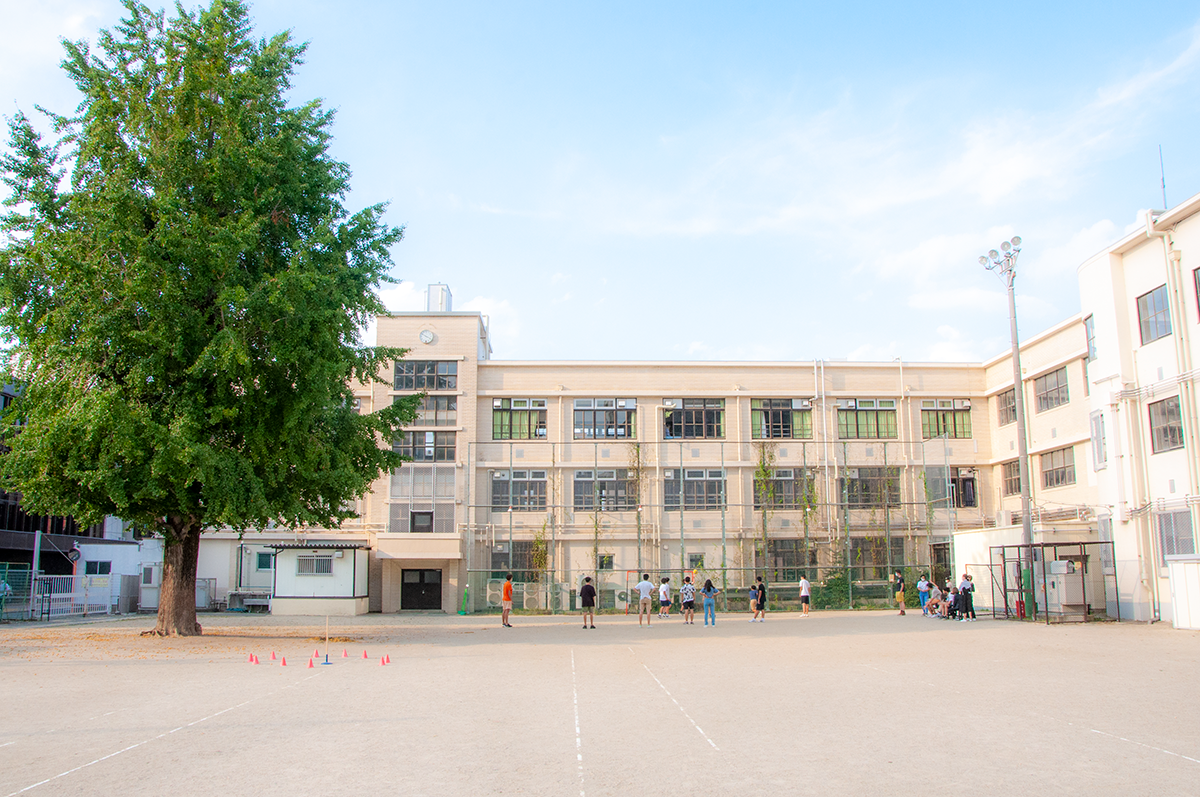

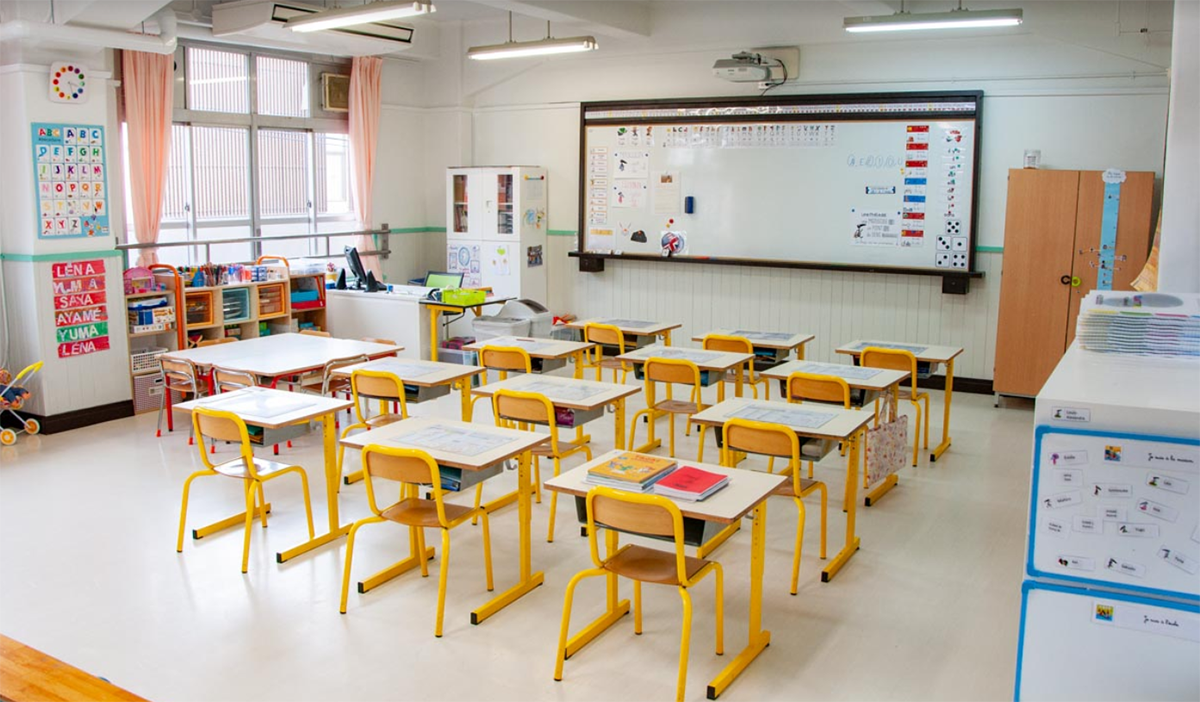

- 25種類以上の課外活動を提供

## 完全なプログラム
家族の皆様には、英語または日本語の2つの言語プログラムを選択いただけます。それぞれのプログラムでは、選択した言語の学習と習得を強化することを目的としており、規定時間に加えた実践時間の増加や、フランスの教育課程の科目を外国語で学ぶ授業が提供されます。
このプログラムは幼稚園から導入され、年齢に応じた週ごとの学習時間が段階的に増える仕組みとなっています。幼稚園では30分以上の追加学習時間から始まり、学年が進むにつれて週4時間以上に拡大します。
中等教育では、英語、日本語、スペイン語、ドイツ語の授業が提供され、生徒一人ひとりのニーズや目標に応じた多様な言語教育が行われています。

## 非フランス語話者向け特別支援プラン
フランス語を初めて学ぶ、または部分的にしか習得していない非フランス語話者の生徒のニーズに応えるために、**フランス語教育プログラム（FLSco）**が用意されています。このプログラムは、すべての生徒が充実した学校生活を送れるよう必要なサポートを提供します。
対象となる各生徒には、保護者との協議の上で、個別に適した週ごとの授業時間が設定されます。これらの授業時間は、生徒の進捗状況に応じて柔軟に調整され、段階的に進化していきます。

## 課外活動
昼休みや授業後に、すべての年齢層を対象とした幅広い課外活動が提供されています。課外活動プログラム（APS）は毎年更新され、スポーツや武道、芸術、手作業、身体活動など、多岐にわたる内容を含みます。たとえば、演劇、サッカー、裁縫、合気道、アート＆クラフト、ギター、ボクシング、ダンス、ベビー体操、マジックなどがあります。
また、選択する言語コースに関係なく参加できる英語や日本語のAPSが用意されており、言語学習をさらに強化することができます。
学校休暇中には、幼稚園から6年生の生徒を対象としたレジャーセンターが開設されます。この期間中、スポーツ活動、創造的な遊び、ゲーム、料理教室、外出など、さまざまなプログラムが提供されます。